# Gruppo italiano malattie ematologiche dell'adulto
La Fondazione GIMEMA - Franco Mandelli onlus è un ente privato senza fini di lucro che nasce come "Gruppo italiano malattie ematologiche dell'adulto" nel 1982 su proposta di Franco Mandelli, grazie all'adesione di sette ematologi italiani (Giuseppe Papa, Alberto Neri, Bruno Rotoli, Vincenzo Liso, Mario Carotenuto, Massimo Martelli, Glauco Torlontano), con lo scopo di coordinare le attività di ricerca clinica e di stabilire dei protocolli diagnostici e terapeutici nel campo delle leucemie acute.
Nel 1998 viene ufficialmente costituita la Fondazione GIMEMA, organizzazione non lucrativa di utilità sociale, di cui viene nominato presidente Franco Mandelli e le attività di ricerca si espandono a tutte le malattie ematologiche. Nel 2018 la Fondazione assume la denominazione attuale ed il Presidente diviene il dott. Marco Vignetti. 
Dall'anno della sua nascita il GIMEMA si impegna a:
- identificare le aree di interesse per le attività della fondazione e stimolare la creazione di commissioni di studio sulle problematiche ritenute più rilevanti;
- valutare e promuovere nuovi progetti di ricerca proposti dai membri aderenti;
- condurre e gestire le sperimentazioni cliniche, e collaborazioni scientifiche, a livello nazionale ed internazionale;
- garantire ai pazienti ematologici le stesse possibilità diagnostiche e terapeutiche a prescindere dal luogo originario di residenza.

Alla Fondazione GIMEMA afferiscono, in qualità di membri, oltre 150 centri di ematologia diffusi su tutto il territorio nazionale.
Il GIMEMA viene in gran parte finanziato dall'Associazione italiana contro le leucemie-linfomi e mieloma (AIL) attraverso apposite iniziative nazionali (5 per mille, manifestazioni televisive).